# Козацтво українське в образотворчому мистецтві

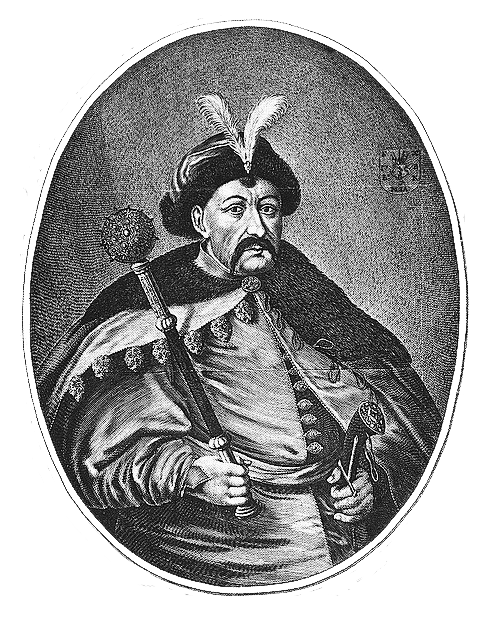
Богдан Хмельницький, портрет з гравюри Вільгельма Гондіуса (XVII ст.)

Розвиток козацької тематики в образотворчому мистецтві умовно можна поділити на два періоди — період козацької доби, коли митці могли творити художні образи конкретних видатних укр. козаків з їхніх живих прототипів, і період посткозацької доби, коли такої можливості у митців уже не було.

## Козацька доба

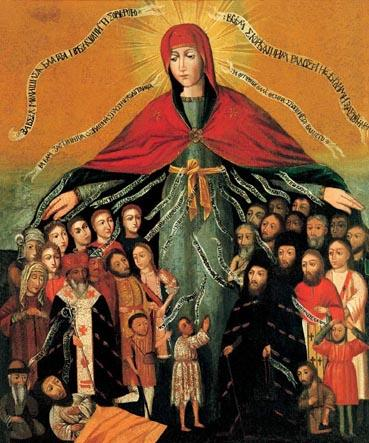
Ікона Покрова Богородиці з козаками (XVII ст)

Одними з перших образотворчих робіт козацької тематики є три гравюри, якими було ілюстровано панегірик ректора Київської братської школи (Касіяна Саковича), декламований на похороні гетьмана П.Конашевича-Сагайдачного. Ці гравюри відтворювали похоронну хоругву (див. Корогва) з кінним портретом (вершник на коні) П.Конашевича-Сагайдачного і двома сюжетами: угорі — «Здобуття Кафи запорожцями», внизу — «Герб Війська Запорозького» (постать козака з мушкетом через плече). Використання похоронних хоругов було запозичено у поляків у 16 ст., проте не прижилося, з 2-ї пол. 17 ст. така практика зникає. Похоронні хоругви шили з дорогих шовкових тканин, прикрашаючи золотом і тороками. Кінний портрет на таких хоругвах — суто козацьке надбання. За Б.Хмельницького такі хоругви ще виготовлялись, про це свідчить згадка, датована 1653, Павла Алеппського про наявність хоругви в похоронному ритуалі сина гетьмана — Т.Хмельницького.
Намальовані з натури портрети гетьмана Б.Хмельницького не збереглися. Більшість відомих сьогодні його портретів, які свого часу прикрашали оселі козацької старшини, виконано за гравюрою на міді голл. худож. Вільгельма Гондіуса (1597—1658). Імовірно, ця гравюра вважалася найдостовірнішим із зображень гетьмана. Сам В.Гондіус для роботи, очевидно, використовував оригінал, автором якого вважають голландця А. ван Вестерфельда (він був придворним художником литов. гетьмана кн. Я.Радзивілла, який влітку 1651 стояв табором під м. Біла Церква, де у той час підписувався Білоцерківський договір). Тиражований з гравюри портрет гетьмана є овальним, репрезентативним поясним портретом. Кирея з широким хутряним коміром і атласний жупан прикрашені рядами металевих ґудзиків, щедро оздоблених, як і булава та ефес шаблі. Шапка обшита хутром і прикрашена двома страусовими перами. У гетьмана виразне обличчя — складка на переніссі, запалі щоки під вилицями, опущені темні вуса, впевнений, але невеселий погляд, масивна статична постать. Праворуч угорі — герб Війська Запорозького. Під овалом — напис латиною: «Богдан Хмельницький, Війська Запорозького командувач, вірний слуга, ініціатор козацького повстання і українського народу князь».
У літописі С.Величка є портрет Б.Хмельницького без головного убору, який в цілому не подібний до гравюри В.Гондіуса. Ще одне зображення гетьмана, також не подібне до гравюрного, є на істор. ілюстрації «Освячення козацької корогви» до Служебника єпископа Лазаря (Барановича), написаного в Новгород-Сіверському Спасо-Преображенському монастирі (1665, нині зберігається в Історичному музеї у Москві). На цій ілюстрації, позначеній правдивими життєвими рисами, гетьман зображений разом з козаками.
Відомо, що в Чигиринській церкві свого часу знаходилася картина (робота не збереглася) «Богдан Хмельницький з полками», у кін. 19 ст. її придбав відомий колекціонер В.Тарновський. Картина була виконана у 18 ст. простим маляром. Вона передавала зміст п'єси, поставленої 1728 київ. школярами на честь гетьмана. На ній гетьман зображений у повний зріст, він стоїть на рідній землі; біля його ніг — Дніпро з притоками, з боків — сцени, що передають текст п'єси.
Події національної революції 1648—1676, її козац. образи яскраво відображені в низці творів іконопису, зокрема в «Козацьких Покровах». Найвідомішою є «Покрова» із с. Дашки на Київщині (кін. 17 ст., Національний художній музей України, далі — НХМУ) з портретним зображенням Б.Хмельницького. На ній зображено Богоматір, яка прикриває гіматієм (шаль, накидка) осіб, котрі навколішки звертаються до неї з молитвою. Зліва під покровом — єпископ Лазар (Баранович), архієрей з ченцями, праворуч — рос. цар Олексій Михайлович у золотій короні, за ним — Б.Хмельницький із золотою булавою і два жіночі обличчя. На гетьманові така ж шапка, як і на гравюрі В.Гондіуса. Його образ ідеалізований в дусі образотворчого фольклору (молодий, чорновусий, чорнобровий). Плавні ритми видовжених постатей, складок вбрання, насичений колорит, поширена в укр. іконописі гама червоних і синіх кольорів, квітковий нар. орнамент — усе це створює святковий, урочистий настрій.
У Свято-Покровській церкві м. Нікополь зберігалася січова ікона з портретом П.Калнишевського, останнього кошового отамана (копія 19 ст., Одеський краєзнавчий музей, далі — ОКМ). Угорі — невелике зображення Богородиці з небесними покровителями Січі — св. Миколаєм і архістратигом Михаїлом, внизу — картуш з військ. арматою, з боків — дві групи сивих запорожців (у правій — П.Калнишевський), які виступають узагальнено як уособлення всього Війська Запороз. і водночас — як ктитори своєї церкви.

## Ктиторські портрети
Ктиторські (див. Ктитор) портрети — зображення осіб, які підтримували церкву або монастир; з часів Київської Русі поміщали в інтер'єри правосл. храмів для прославлення благочинності і заслуг зображених. У розписах Успенського собору Києво-Печерської лаври в галереї ктиторських зображень був портрет Б.Хмельницького на повний зріст (18 ст.). У часи Гетьманщини ктиторами виступали гетьмани і козац. старшини. Від кін. 17 ст. замість настінних ктиторських зображень почали поширюватися станкові портрети (прижиттєві чи посмертні) козац. верхівки, які стали неодмінними атрибутами в церк. інтер'єрах (їх несли поміж ікон під час процесії). Вони призначалися для широкого загалу глядачів, їх стиль увібрав риси укр. фольклорної образотворчої традиції.
Прагнення до світськості вносить виразні зміни у стиль і характер укр. іконопису (див. Іконотворчість). На іконах з'являються зображення козацької верхівки. Так, на іконі «Розп'яття» (кін. 17 ст., НХМУ) у центрі її композиції — образ розп'ятого Ісуса Христа на тлі крупних золотих орнаментальних завитків. Біля нього ліворуч — лубенський полковник Л.Свічка (він фінансував спорудження монастирської церкви в околицях м. Лубни) з молитовно складеними руками на тлі пейзажної гірки і монастиря. Полковник у червоному кунтуші (зелена шапка, підбита хутром, — за звичаєм, на землі перед хрестом). Зображення його простого і мужнього, з набожним виразом обличчя є близьким до світського портрета, а його постать, написана площинно і чітко, виступає на глухому зеленуватому тлі. Праворуч розп'ятого Ісуса Христа — Матір Божа — Марія та апостол Іоанн Богослов у вишневому із рожевим та зеленому з червоним біблійному вбранні. А одна з найкращих ікон Свято-Преображенської церкви с. Сорочинці (нині с. Великі Сорочинці Миргородського р-ну Полтав. обл.; церква була побудована 1732 гетьманом Д.Апостолом як родова усипальниця і славилася виняткової краси бароковим іконостасом — понад 100 ікон) — ікона «Святої Уляни» (В.Реклинський, бл. 1732, НХМУ) — являє собою ікону-портрет Уляни Апостол, дружини гетьмана Д.Апостола.
Посилення світського начала проявляється і в настінних розписах церков. Так, у настінних розписах Свято-Троїцької надбрамної церкви Києво-Печерської лаври (вони вважаються найвизначнішою пам'яткою укр. монументального мист-ва 18 ст. — 1730-ті рр.) у композиції «Перший Нікейський собор» поряд з духовенством зображена група представників козац. старшини на чолі з гетьманом І.Скоропадським.
З часом сформувались стильові особливості станкових портретів козаків — площинність постаті, застиглість пози і підкреслено гордовита постава, індивідуальна виразність ледь промодельованого обличчя; посилена увага до відтворення одягу і аксесуарів, декоративність і орнаментальність; обов'язкові атрибути влади (пернач чи булава), герб, предмети реліг. вжитку і напис (ім'я, титул і дата).
Серед таких портретів високими худож. якостями виділяється репрезентативний портрет отамана Всевеликого Війська Донського Д.Єфремова (1752, НХМУ), на схилі літ отаман відвідав Києво-Печерську лавру і зробив їй щедрі пожертвування. Подібними стильовими рисами характеризується і портрет полк. М.Миклашевського (був фундатором двох храмів у Видубицькому Свято-Михайлівському монастирі; див. Миклашевські). Цей портрет, як і низка ін. репрезентативних зображень 18 ст., дійшов до нашого часу в пізнішій копії (зберігається в НХМУ).
У кін. 17 — на поч. 18 ст. створювалися жін. ктиторські портрети на весь зріст — переконливі живописні свідчення про статус жінки у сусп-ві козац. доби. Худож. І.Паєвський 1697 намалював дружину новгород-сіверського сотника Л.Журавки — Євдокію.
Портрет Феодосії, дружини фастівського полк. С.Палія (1711, втрачений), був створений посмертно і зберігався в м. Біла Церква в храмі, заснованому С.Палієм. Відомо, що героїня портрета, як дружина полковника, за відсутності чоловіка командувала козаками і гідно приймала моск. купців.
Наприкінці 18 ст. репрезентативний ктиторський портрет виходить з ужитку. В останніх за часом виконання ктиторських портретах все виразніше виявляються реалістичні тенденції. У Нікопольській церкві, побудованій колиш. запорожцями вже після зруйнування Нової Січі, коштом братів І. та Я. Шиянів було споруджено іконостас, по боках якого розміщувалися їхні портрети (1794, ОКМ). Вони справляють враження істор. правдивістю, рідкісним мистецьким поєднанням рис суворої достовірності і типовості, нетлінності козац. образів. Козаки зображені на повен зріст у коричневих тонах — одна рука на поясі, у другій — шапка, традиційний антураж відсутній, написи збережені. Увагу привертають обличчя — худорляві, обвітрені, виконані з натури і написані кольором і світлотінню, широким мазком з енергійними світловими відлисками. Вольове, замислене обличчя Якова і більш просте, з довгим оселедцем — Івана. Невідомий церк. маляр представив світські портрети типових виразників широких нар. кіл, простих, уже немолодих козаків, відданих минулим часам бойової слави, які з гідністю, мужньо дивляться у вічі прийдешності.
До серед. 17 ст. портретний жанр переважно був пов'язаний з іконописом, з 2-ї пол. 17 у Лівобережній Україні поширюється і у 18 ст. розвивається світський портрет (йому, однак, досить довго були притаманні риси іконописності й репрезентативності), зокрема — парадний. Він прославляв нових героїв — представників козац. верхівки — гетьманів, козац. полковників, військ. товаришів (див. Знатне (значне) військове товариство), — які поставали втіленням ідеальних якостей — воїнської доблесті і мужності, він утверджував також їхню станову значущість і знатність. Усе це створило стиль парадних репрезентативних портретів з монументальною узагальненістю композиції, урочистою статурністю фігур, декоративною силою живописних рішень. На відміну від ктиторських портретів, що виставлялися в церкві, світські портрети призначалися для житла.
У 18 ст. в середовищі козац. старшини набули розповсюдження камерні портрети, створювалися родові галереї (Сулим, Ґалаґанів, Дараганів).
З'являються такі типові і водночас достовірні портретні зображення з укр. козац. середовища, як портрети значкового товариша І.Забіли та його дружини (бл. 1713, НХМУ).
Меморіальний характер портретів не допускав нічого випадкового; в зображеннях облич поєднувались типові риси з індивідуальною виразністю; парадні, статичні пози, урочисті костюми (чол. костюм з часом мінявся швидше, а жінки до кін. 18 ст. продовжували носити вбрання минулого століття). Авторами портретів були іконописці і цехові ремісники, випускники Київ. академії (див. Києво-Могилянська академія) та Харківського колегіуму, кріпосні художники. Портрети малювали з натури або за описом; була поширена практика замовляти копії з портретів іменитих предків, яка продовжувалася й у 19 ст. (так, Т.Шевченко 1859 на замовлення нащадка генерального судді Війська Запороз. В.Кочубея виконав портрет останнього, спираючись на один з його овальних портретів 1-ї пол. 18 ст.).

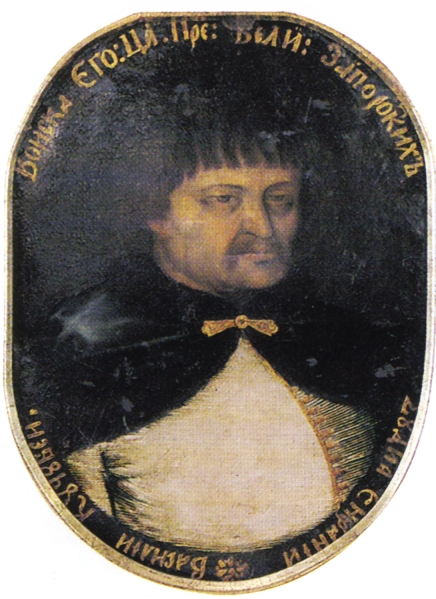
Василь Леонтійович Кочубей

З-поміж портретних зображень 18 ст. особливою вишуканістю вирізняється репрезентативно-парадний портрет значкового товариша Василя Гамалії (1750-ті рр., НХМУ).
Портрет Олени Ґалаґан (серед. 18 ст., Черніг. історико-краєзнавчий музей), дружини чигиринського і прилуцького полк. Г.Ґалаґана, ще в дослідженнях кін. 19 ст. визнаний кращим серед старовинних укр. портретів.

## Посткозацька доба
З ліквідацією Гетьманщини, Запорозької Січі розвиток козацького портретного жанру поступово згасає.
Т. Шевченко у серії офортів «Живописна Україна» (1844) вперше в українській станковій графіці поставив за мету показати картини сучасного життя народу у зв'язку з його історичним минулим. Серія задумувалась як періодичне видання (по 12 естампів щороку) і мала розвивати 3 жанрово-тематичні лінії: українські краєвиди, народний побут та історичні події. Т.Шевченкові вдалося випустити 6 офортів («Дари в Чигирині 1649 року», «Старости», «Судна рада», «Казка», «У Києві», «Видубицький монастир у Києві»); вони стали одним з найвидатніших явищ української художньої культури і не мають аналогів у мистецтві слов'янських народів.
1845, після закінчення петербурзької Академії мистецтв, Т.Шевченко приїздить до Києва і влаштовується художником Київської археографічної комісії (1845–46), що давало йому можливість подорожувати Україною. У його завдання входило точне відображення архітектурних об'єктів та краєвидів. Серед акварельних малюнків художника — «Богданові руїни в Суботові», «Богданова церква в Суботові», «Козацькі хрести» (всі — 1845, Нац. музей Т. Г. Шевченка, далі — НМШ). Т.Шевченко завжди вносив багато особистого в зображення архітектурних пам'яток і краєвидів, пов'язаних з темою козацтва («Будинок І.Котляревського в Полтаві», «Мотрин монастир» — обидві 1845, НМШ; «Чумаки серед могил», «Коло Седнева» — обидві 1846, НМШ, та ін.).
Творчість Т.Шевченка неабияк вплинула на зростання уваги художників до України. В українському мистецтві працювали його послідовники — Л.Жемчужников, І.Соколов, К.Трутовський.
У 2-й пол. 19 ст. відбувається становлення і розвиток укр. нац. худож. шк., яка звертається до сільс. тематики та істор. минулого. Тема козацтва, яка вирішувалася на основі принципів побутової та істор. правдивості, посідає важливе місце в творчості таких укр. художників, як П.Мартинович, О.Сластіон, С.Васильківський, М.Самокиш, М.Пимоненко, Ф.Красицький, О.Мурашко, А.Ждаха, І.Їжакевич, К.Устиянович, М.Івасюк, А.Манастирський та ін. Ці митці належали до представників реалістично-демократ. напряму і, згідно з духом часу і власними мистецькими уподобаннями, розв'язували тему в побутово-етногр. чи героїко-епічному ключі.
Побутово-етногр. вирішення теми притаманне картинам О.Сластіона («Проводи на Січ», 1898), Ф.Красицького («Гість із Запоріжжя», 1901), М.Пимоненка («В похід», 1902), поштовим листівкам з ілюстраціями до нар. пісень А.Ждахи та ін.; тенденція до героїко-епічного зображення сюжету виступає в деяких творах С.Васильківського («Козаки в степу», 1890—1900, «Похід козаків», 1917), О.Мурашка («Похорон кошового», 1900). М.Івасюк присвятив свою картину «В'їзд Б.Хмельницького в Київ» конкретній істор. події, а С.Васильківський через архіт. пейзажний мотив (слідом за Т.Шевченком) залучав глядача до осмислення особистості Б.Хмельницького («Руїни в Суботові», 1890-ті рр., НХМУ).
При розмаїтті підходів до вирішення козац. теми у багатьох художників переважав героїзований, овіяний бойовою романтикою образ запороз. козацтва. Насамперед це стосується полотна рос. худож. І.Рєпіна «Запорожці пишуть листа турецькому султану» (1880–91, Держ. рос. музей у Санкт-Петербурзі), яке вважається апофеозом героїки України.
Вплив «Запорожців» на учнів І.Рєпіна був такий значний, що навіть ті з них, хто потім ніколи не звертався до істор. жанру, малювали конкурсні роботи на сюжети з історії козацтва (з України в його майстерні навчалися О.Мурашко, Ф.Красицький, П.Шарварок, О.Курінний, С.Прохоров, Ю.Бершадський, Г.Цисс, С.Чуприненко, І.Шульга та ін.). Звання художника за конкурсні роботи на сюжети з історії укр. козацтва отримали такі учні І.Рєпіна, як П.Шарварок («Мазепа, спійманий козаками в степу», 1899), О.Мурашко («Похорон кошового», 1900), С.Чуприненко («У похід збираються», 1900), Ф.Красицький («Гість із Запорожжя», 1901), І.Шульга («Козаки пішли», 1909). Не були безпосередніми учнями рєпінської майстерні, але відчули на собі її вплив А.Кандауров («Запорожці викликають ворога на герць», 1894) та Г.Крушевський («Тривога», 1899).
Значним внеском у розвиток і популяризацію козац. теми була творча праця групи художників — вихідців з України — у петерб. ілюстрованих журналах, і найбільше — у «Ниві» (М.Ткаченко, М.Зінов'єв, М.Глоба, Г.Крушевський, М.Сергєєв, П.Левченко, М.Кравченко, Х.Платонов, П.Шарварок, К.Крижицький та ін.). Вони виконували ілюстрації до укр. сюжетів, що користувалися популярністю (зокрема, це були сцени з козац. життя). З-поміж них вирізнявся обдаруванням І.Їжакевич; його композиції сприймалися як продовження альбомів «Живописна Україна» Т.Шевченка та Л.Жемчужникова.
З'являється низка монументальних і станкових скульптурних творів, що увійшли в історію мист-ва, і серед них — один з кращих монументів 19 ст. в Україні — пам'ятник Б.Хмельницькому в Києві (1888), створений рос. скульп. М.Микешиним.
1910–14 було проведено 4 конкурси на проект пам'ятника Т.Шевченку в Києві. Серед представлених робіт яскраво вирізнялися монументальністю та внутр. динамізмом проекти скульп. з Полтави М.Гаврилка, особливо нереалізовані композиції на козац. тему — «Бандурист», «Прощання», «Козак на коні», група з гетьманом (1910–11, гіпс, місцезнаходження невід.).

## Живопис в Західній Україні
На західних землях України в останній третині 19 — на поч. 20 ст. станковий живопис розвивався в дещо відмінних від ін. укр. земель політ., екон. і культ. умовах Австро-Угорщини; крім того, він перебував під впливом ін. худож. центрів — віденської і краківської Академій мист-в (при віддаленості від худож. центрів Наддніпрянської України) та ін. До козац. теми, крім К.Устияновича, М.Івасюка та А.Манастирського, виявляли інтерес чимало менш знаних художників: Т.Копистинський (триптих «Гальшка Острозька»), С.Томасевич («Напад татар на церкву»), О.Скруток (Скрутка; композиції на теми козацтва), Я.Пстрак (портрет Б.Хмельницького, 1906; «Козак з полоненим яничаром», 1904; «Козак-литаврист»), Ю.Пігуляк (портрет Б. Хмельницького, 1887), Й.Курилас («Визволена») та ін.

## Радянський період
Після перемоги на укр. землях більшовиків влада почала проводити «класову» культ. політику. Це надало нового спрямування станковим видам мист-ва; відтепер гостро ставляться питання «соціальної дієвості змісту і форми»; інтенсивно розвиваються види мист-ва, розраховані на контакти з масовою аудиторією: тиражна графіка, агітаційно-масове мистецтво, монументальна скульптура тощо. У досить короткий період нац. відродження, позначений прагненням до синтезу нових ідей з формами нар. творчості, в укр. мист-ві 1920-х рр. сильно прозвучала козац. тема в мистецтві книги і театру: вона блискуче втілилася в ілюстраціях Г. І. Нарбута (до «Енеїди» І.Котляревського та до «Української абетки»); знайшла розвиток у творах талановитих митців із кола М.Бойчука — І.Падалки, В.Седляра (ілюстрації до творів І.Котляревського, Т.Шевченка); розкрилася в творчих пошуках молодих художників укр. театру — А.Петрицького, В.Меллера, К.Єлеви («Тарас Бульба» М. В. Лисенка, «Мазепа» Ю.Словацького, «Гайдамаки» Т.Шевченка). Активізувалося худож. життя — інтенсивно виникали і працювали творчі угруповання, натхненно велися пошуки нових форм для відтворення революц. змін, розвивалися різні варіанти поєднання комуніст. ідейності і реалізму, але вже на поч. 1930-х рр. усі вони вольовим чином були злиті у формулі «соціалістичного реалізму». Закладена в ній нормативність націлювала митців на «правдиве зображення життя» в дусі «історичного оптимізму». Мист-во, не маючи можливості об'єктивно відображати процеси життя, створювало уявну прикрашену реальність — соціаліст. міф.
У цьому ідеологічно-мистецькому контексті окремо виділяється цикл картин з історії Запороз. Січі М.Самокиша, присвячений конкретним іменам і подіям, над яким художник наполегливо працював у 1930-ті рр. Найвідоміше його полотно — «Бій Максима Кривоноса з Яремою Вишневецьким» (1934, НХМУ) оспівує героїку козацтва як захисника укр. народу від іноз. поневолювачів, — утверджує ідею справедливості.

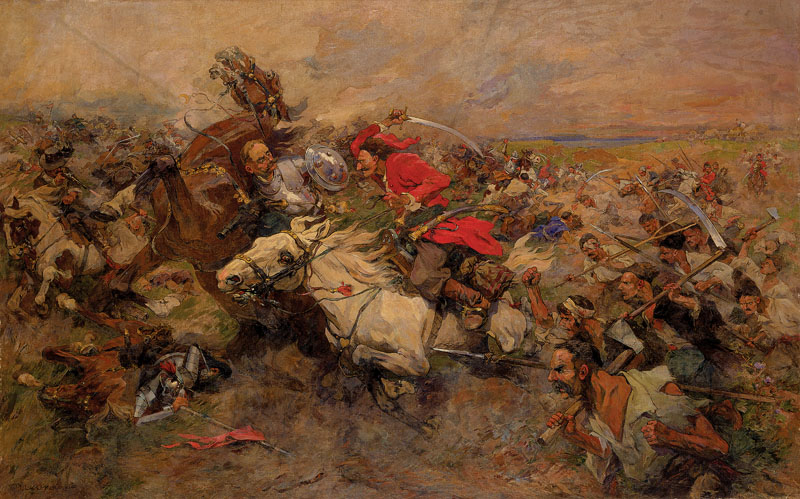
Бій Максима Кривоноса з Яремою

Серед молодих художників того періоду найбільше козац. тема приваблювала М.Дерегуса. Він талановито звернувся до неї в життєствердних ілюстраціях до «Енеїди» (1936), в істор. картині «Кодня» (1941, не збереглася), де в зображенні конкретної події — трагічної розправи польс. шляхти над гайдамаками 1768 — відчувається намагання передати непереможний дух свого народу; в низці творів, пов'язаних з ім'ям Б.Хмельницького, образ якого він розкривав у сюжетах серії «Хмельниччина» (1943–45); у відомих олійних ілюстраціях до «Тараса Бульби» (1952); у двох портретах звитяжного гетьмана — молодого, мужнього (1945) — і поважного держ. діяча (1953, за В.Гондіусом); у картині «Переяславська рада» (до сюжету звертався тричі — 1948, 1951 і 1954), де гетьман зображений у святковому червоному вбранні, з булавою у простягнутій руці в момент звернення до народу, що півколом оточив поміст, на якому поряд з Богданом стояли рос. посол В.Бутурлін, козац. ватажки і старшини.
Офіц. парадність і штучна патетика властиві й полотнам, що були виконані викладачами Київ. та Харків. худож. ін-тів у межах держ. програми відзначення «300-річчя возз'єднання України з Росією», — М.Хмелька «Навіки з Москвою, навіки з російським народом» (1951–54) та О.Хмельницького «Навіки разом» (1953; дипломна робота в Харків. худож. ін-ті).
На картині «Навіки з Москвою…» представлена театрально-парадна сцена: на площі перед Переяславським собором козаки вітають Б.Хмельницького, який вийшов у супроводі рос. посла. Шапки, що злітають над натовпом, блиск піднятих шабель, яскраве вбрання, корогви і прапори на тлі засніжених дахів і церк. бань — усе це покликане передати заг. піднесення багатолюдного зібрання людей.
О.Хмельницький, перенісши гол. дійових осіб на другий план, в інтер'єр собору, зосереджує увагу глядача на зображенні простих людей, на їхніх настроях. Цю сюжетно-композиційну схему першим розробив рос. худож. О.Ківшенко в акварельній ілюстрації «Переяславська рада» (1880) до книги «Отечественная история» (укладена С.Рождєственським, С.-Петербург, 1905).
Майстерністю живописного виконання, психологічною виразністю образів гетьмана і його соратників позначена картина І.Задорожного (1921–88) «Богдан Хмельницький залишає в заставу кримському хану свого сина Тимоша» (1954).
У перші роки після закінчення Другої світової війни в істор. жанрі переважала воєн. тематика. Перед героїкою сучасності давня історія відійшла на другий план. Поодиноким винятком стали картини, які ілюстрували історію козацтва, що їх на замовлення Центр. істор. музею в Москві виконав учень І.Рєпіна І.Шульга. 1944 він намалював картину «Московські посли вручають грамоту Б.Хмельницькому», пізніше ще дві картини закінчував у Харкові — «Дума козацька» та «Переяславська рада».
Новому посиленню інтересу до козац. тематики сприяли приготування до урочистого відзначення «300-річчя возз'єднання України з Росією», у тому числі організація всесоюзної виставки (1954). З істор. достовірністю відтворена сцена проводів козаків і селян у картині «Весна 1648» (1954) К.Трохименка і В.Кравченка (н. 1924). Поетично-пісенним трактуванням козац. теми вирізнялася картина М.Кривенка (н. 1921) «Їхав козак на війноньку…» (1954, НХМУ), де на першому плані зображена вродлива дівчина в нар. вбранні, яка стоїть одиноко серед степу, проводжаючи козац. загін. М.Дерегус у триптиху «Дума про козака Голоту» (1961) та в картині «Перебендя» (1964) передав величний ритм укр. дум, їхню пісенну романтику. Львів. живописець М.Федюк (1885—1965) намалював гостропсихологічний портрет Б.Хмельницького (1950-ті рр., Запоріз. худож. музей, далі — ЗХМ). Героїку козац. мор. походів передав луган. худож. П.Бондаренко (н. 1915) у живописному полотні «Гамалія» (1964) за поемою Т.Шевченка.
Відомий укр. пейзажист М.Глущенко майстерно виконав сонячний літній пейзаж «Площа Богдана Хмельницького» (1970, ЗХМ).

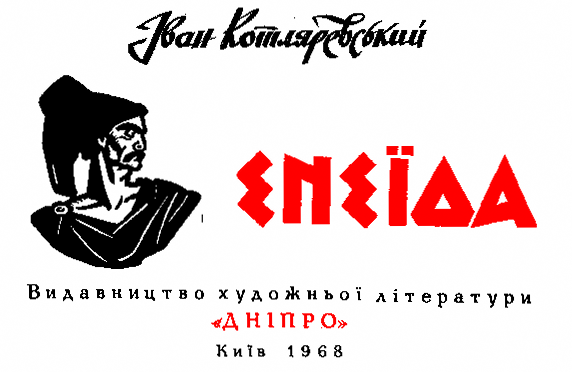

## Книжкова графіка
Тема козацтва представлена також в укр. книжковій графіці. У 20 ст. в цій сфері працювало багато талановитих митців, зокрема Г. І. Нарбут, І.Падалка, В.Касіян, М.Дерегус, О.Кульчицька, С.Караффа-Корбут, О.Данченко, Г.Якутович, А.Базилевич, В.Перевальський, В.Лопата. А.Середа у нарбутівських традиціях декоративно-шрифтової к-ри виконав обкладинки до книг «Кобзар» (1927, з центр. постаттю козака Мамая) та «Козацькі пісні» (1928, із постаттю козака з мушкетом, в овалі), а І.Падалка (1894—1938) — обкладинку до «Енеїди» (1931, з романтизованою постаттю Енея на тлі козац. човнів). В.Седляр створив у техніці малювання пензлем оформлення «Кобзаря» (1931, з ритмічно і пластично організованими, виразними масовими сценами, позначеними простотою та експресією).
В.Касіян 1934 артистично оформив поезії Т.Шевченка (туш, пензель). Наполегливо працював над ілюструванням «Кобзаря» І.Їжакевич (1939, 30 малюнків).
1936 вийшла друком «Енеїда» з ілюстраціями М.Дерегуса. Майстерно побудовано багатофігурні композиції; образні характеристики позначені незвичним поєднанням академічних, містичних і гротескних рис. 1943 М.Дерегус задумав серію картин під назвою «Хмельниччина» — «Заспів», «Зустріч Богдана Хмельницького з реєстровими козаками», «Після Корсунської перемоги» та ін.
У Львові О.Кульчицька звернулася до козац. теми в дереворитах «Козаки в поході» (1934), «Гамалія» (1936). В окупованому Львові вона продовжувала розвивати сюжети з історії козацтва («Хмельницький під Львовом», «Кривоніс здобуває Високий замок» та ін.).
Серію образів-типів козац. старшинської верхівки (гуаш) виконав М.Бутович (1895—1962).
Над темою Запороз. Січі працював графік Е.Козак (1902–92).
У книжковій ілюстрації повоєн. років помітним явищем стали ілюстрації І.Їжакевича до «Енеїди» (1950, у співавт. з Ф.Коновалюком), В.Касіяна до «Кобзаря» (1954), М.Дерегуса до «Тараса Бульби» (1952) та до «Переяславської ради» (1953).
Серед створених 1954 до «300-річчя возз'єднання України з Росією» станкових графічних творів є серія офортів О.Данченка «Визвольна війна українського народу 1648—1654 років», позначена виразністю образів, сповнена героїчного пафосу.
Лірико-епічна серія (кольоровий офорт, акватинта) М.Дерегуса «Українські народні пісні та думи» (1958) охоплює широку пісенну тематику. Серія набула популярності й увійшла до укр. образотворчої класики 20 ст. Образ козака, який виділяється великим планом на тлі тривожного неба, став для художника одним із улюблених і присутній у подальшій його творчості.
Помітним явищем образотворчого мист-ва стали портретні зображення керівників козац.-сел. повстань, образів Шевченкової поезії — М. І. Залізняка, С.Наливайка, Гамалії та ін. — відомої львів. худож. С.Караффи-Корбут (1963, кольорова ліногравюра), 1967 їх видано у вигляді ілюстрацій до «Кобзаря».
Із 7 кращих ілюстрованих книг, що вийшли в 1960-х рр., 4 були присвячені темі козацтва: «Козак Голота» М.Пригари з ілюстраціями Г.Якутовича (1965), «Козацькому роду нема переводу» О.Ільченка з ілюстраціями О.Данченка (1967) і дві «Енеїди» І.Котляревського, ілюстровані А.Базилевичем (1968) та О.Данченком (1969). Вони представляли досягнення укр. графіки, що відроджувалась як мист-во умовної площинної форми, мист-во створення образу книги через синтез літ. тексту й образотворчих та поліграфічних елементів. Не випадково цей процес збігався з поверненням до істор. (козац.), нац.-фольклорних сюжетів (М.Дерегус, В.Перевальський, С.Караффа-Корбут, Г.Якутович, О.Данченко та ін.).
Нова для укр. мист-ва графіки система образотворчості, в якій етногр. риси піднесені до метафори, стала особливо відчутною в працях художників 1960–80-х рр.
Різні пласти нар. мист-ва надихали графіків «нової хвилі» 1970–80-х рр., зокрема у творах, пов'язаних із козац. тематикою. У цій сфері художники демонструють широкий діапазон пошуків самовираження — через нар. картину і давню гравюру, через нарбутівські стилізації, космічно-просторові візії чи живописну експресію (В.Гордійчук, М.Кочубей, Я.Волкотруб, Є.Харькова, Ю.Харьков, О.Лисенко, Г.Гончаренко та ін.). Світ елегійно-ліричних образів створювали О.Івахненко та В.Ульянова. О.Івахненко (н. 1949) у 1980-ті рр. гідно заповнив ще одну сторінку шевченкіани (ілюстрації до «Гайдамаків», 1981, кольор, ліногравюра; до книги «Поеми» Т.Шевченка, 1984, темпера). За ці роботи художника удостоєно Держ. премії УРСР імені Т.Шевченка. Гротескно-бурлескну картину укр. життя пропонує талановитий графік В.Гордійчук (н. 1947) в ілюстраціях до «Енеїди» (1986–87). М.Компанець (н. 1939) для ілюстрацій до повісті М.Гоголя «Вечори на хуторі поблизу Диканьки» (1980, перо, акварель) обрав світ сел.-козац. фантасмагорії, дивних і поетичних перетворень, які відбуваються з літ. героями (породженими щедрими фольклорними джерелами).
Про неперервність творчого осмислення Шевченкової поезії, пребагатої на твори козац. тематики, свідчать нові роботи О.Данченка (1984) та В.Лопати (1993). Йдеться про видання «Кобзаря» з їхніми ілюстраціями.

## Театральне декоративне мистецтво
Козац. тема розроблялася й в укр. театральному декоративному мист-ві. 1918 визначний живописець, проф. Київ. худож. ін-ту Ф.Кричевський створив в Укр. нар. театрі барвисті костюми до п'єси М.Старицького «Богдан Хмельницький». З оформлення опери М. В. Лисенка «Тарас Бульба» в новоствореному Київ. театрі муз. драми (1919) бере початок розвиток нац. традицій в історії укр. декораційного мист-ва.
1920 в 1-му Держ. драм. театрі ім. Т.Шевченка новаторське оформлення п'єси з історії козаччини («Мазепа» Ю.Словацького) здійснив видатний діяч укр. театру В.Меллер (1884—1962), а К.Єлева (1887—1950) в тому самому театрі оформив славетну інсценізацію «Гайдамаків» Т.Шевченка за режисурою Л.Курбаса.
1927 на сцені Київ. театру опери та балету з'явилася опера М. В. Лисенка «Тарас Бульба» в оформленні А.Петрицького (яскраві образи і костюми, об'ємні декорації, звернення до нар. буд. традиції у зображенні хати Тараса Бульби та куренів Запороз. Січі).
1933 Ф.Кричевський оформив оперу «Тарас Бульба» у Харків. театрі опери та балету. 1936 О.Хвостенко-Хвостов (1895—1968), який успішно працював над оформленням оперних вистав, звернувшись до кращих традицій укр. мист-ва, підготував декорації і костюми до опери «Запорожець за Дунаєм» С.Гулака-Артемовського в Київ. театрі опери та балету.
У 1939 Ю.Стефанчуком (н. 1908) було оформлено виставу «Гайдамаки» в Запорізькому укр. драм. театрі ім. М.Заньковецької, а Д.Власюком (1902–94) — виставу «Богдан Хмельницький» О.Корнійчука в Одес. театрі ім. Жовтневої революції.
1939 А.Петрицький створив худож. оформлення до вистави О.Корнійчука «Богдан Хмельницький» у Київ. театрі імені І.Франка, а 1940 цю саму виставу оформив у Малому театрі в Москві. 1941 укр. художники оформили виставу «Тарас Бульба» В.Соловйова-Сєдого у Великому театрі СРСР.
1954 А.Петрицький у Київ. театрі опери та балету створив декорації до опери К.Данькевича «Богдан Хмельницький», позначені творчою фантазією, історично правдиві, просторово та емоційно насичені. Серед спектаклів, в оформленні яких художники успішно використовували прийоми театральної умовності, була вистава Чернів. укр. муз.-драм. театру ім. О.Кобилянської «Тарас Бульба» (Д.Нарбут, кін. 1950-х рр.). З конструктивною чіткістю і лаконізмом оформив виставу «Гайдамаки» у Львів. укр. драм. театрі ім. М.Заньковецької М.Кипріан (1964).
У 1980-х рр. В.Грипич поставив «Енеїду» в Запоріз. і Черніг. театрах. М.Кипріан оформив цю виставу в Київ. театрі ім. І.Франка, 1989 — «Гайдамаки» у Львів. та Черкас. театрах. 1992 в Запоріжжі пройшов всеукр. мистецький фестиваль «Козацькому роду нема переводу», присвячений 500-річчю запороз. козацтва, в якому взяли участь, крім Запороз. обласного театру (місц. театр показав виставу «Байда, князь Вишневецький» за п'єсою П.Куліша), ще 5 обласних театрів — з Дніпропетровська, Миколаєва, Тернополя, Херсона, Чернігова. 1994 у Запоріз. театрі відбулась прем'єра вистави «Богдан Хмельницький» за п'єсою С.Носаля «Судна ніч» (худож. А.Пельковський).

## Українське мистецтво на межі століть
На межі століть у нових сусп. умовах укр. мист-во переживає етап осмислення свого місця у світ. мистецькому просторі. Найактуальніше постає питання ідентичності національної, тісно пов'язане з проблемами новаторства і традицій через осягнення мистецьких вартостей минулого — від глибинних джерел нар. творчості до здобутків нац. мист-ва 19 — поч. 20 ст. — у сучасній образотворчій інтерпретації. Ці процеси простежуються, зокрема, й у виставках: до 500-річчя укр. козацтва (1991–92); «Козаки Мамаї» (1993), «Хутір I, II» (1994, 1995); до 400-річчя до дня народження Б.Хмельницького (1996); «Кум Мамай» (1998) та ін.
Серед сучасних живописців козац. тему наполегливо і концептуально розробляє Ф.Гуменюк.
Живописець В.Цимбал розвиває сучасну образотворчу стилістику в нац. формах. Картина «Кубанський мотив» (1989, ЗХМ), немов сповнена мелодією укр. пісні, щемливо відтворює далекий образ рідної землі; на ній опустив голову білий кінь, проступають постаті в укр. костюмах і рветься світлим стовпом у небо пісня-душа… У картині «Шумлять тополі про козацькі долі» (1991) ясніше видно елементи власного стилю, що випливають із нар. джерел.
У діаспорі до козац. теми зверталися відомі митці — П.Андрусів («Зустріч Мазепи з Костем Гордієнком», 1968, полотно, олія), Ю.Кульчицький («Погоня», 1998, дереворит).
Поміж митців, які вже представляли свою творчість в Україні, — О.Мазурик (н. 1937), відомий працями в галузі реліг. мист-ва. У 1980–90-ті рр. він виступив із серією «Козаків Мамаїв» (див. також «Козак Мамай»).
Зібр. творів художників української діаспори комплектує Національний художній музей України.